# Bill Goldberg
William Scott Goldberg (* 27. Dezember 1966 in Tulsa, Oklahoma), besser bekannt als Bill Goldberg oder einfach Goldberg, ist ein ehemaliger US-amerikanischer Footballspieler der NFL und Wrestler, sowie heutiger Schauspieler. Er stand zuletzt von 2016 bis 2023 erneut bei der WWE unter Vertrag und ist seit dem auslaufenden Vertrag Free Agent. Seine größten Erfolge sind der zweifache Erhalt der WWE Universal Championship, und der Erhalt der WWE World Heavyweight Championship.

## Privatleben
1985 verließ Goldberg das College. Danach machte er an der University of Georgia in drei Jahren seinen Abschluss in Psychologie. Goldberg, der sich zum Judentum bekennt, ist seit dem 10. April 2005 mit Wanda Ferraton verheiratet. Sie haben einen gemeinsamen Sohn.

## American-Football-Karriere
Vor seiner Wrestling-Karriere spielte Goldberg American Football in der NFL bei den Los Angeles Rams. Nach zwei Jahren auf der Ersatzbank wechselte er zu den Atlanta Falcons. Ein Bauchmuskelriss beendete seine Football-Karriere. Anschließend arbeitete er als Trainer in einem Fitnesscenter in Atlanta.

## Wrestling-Karriere

### World Championship Wrestling (1997–2001)
Goldberg gab sein Debüt am 22. September 1997 bei WCW Monday Nitro in Salt Lake City gegen Hugh Morrus. Nach 160 Sekunden (02:40 Minuten) sicherte sich Goldberg seinen ersten Sieg. Dieser Sieg war der Beginn einer langen Siegesserie, die es zuvor im Wrestling noch nie gegeben hatte: Die WCW ließ Goldberg eine beeindruckende Siegesserie von 173:0 aufbauen. Hierdurch entwickelte sich Goldberg zu einem Superstar, der vor allem anfangs für seine Matches selten länger als wenige Minuten benötigte. In kürzester Zeit wurde Goldberg zum Publikumsliebling und somit zu einem der wichtigsten Superstars in der WCW.
Am 20. April 1998, bei WCW Monday Nitro in Colorado Springs, Colorado, gewann Goldberg in einem Match gegen Raven die WCW United States Heavyweight Championship und somit seinen ersten Titel in der WCW. Goldberg verteidigte diesen Titel bis zum 6. Juli 1998 und musste ihn dann kampflos an die WCW abgeben, weil er sich an diesem Abend einen weiteren Titel sichern konnte: In einem Match gegen Hollywood Hulk Hogan gewann Goldberg bei WCW Monday Nitro in Atlanta, Georgia die WCW World Heavyweight Championship. Mit dem Sieg über Hulk Hogan wurde Goldberg in nur zehn Monaten zum Aushängeschild in der WCW. Die WCW World Heavyweight Championship verteidigte Goldberg bis zum Ende des Jahres. Erst am 27. Dezember 1998, bei WCW Starrcade in Washington, D.C., verlor Goldberg seinen Titel in einem Match gegen Kevin Nash. Scott Hall griff in dieses Match ein, attackierte Goldberg mit einem Elektroschocker und machte ihn somit kampfunfähig.
Am 24. Oktober 1999, bei Halloween Havoc in Las Vegas, Nevada gewann Goldberg in einem Match gegen Sid Vicious erneut und somit zum zweiten Mal die WCW United States Heavyweight Championship.
Am 25. Oktober 1999, bei WCW Monday Nitro in Phoenix, Arizona verlor Goldberg seinen Titel in einem Match gegen Bret „Hitman“ Hart. Goldberg wurde von Sid Vicious, Scott Hall und Kevin Nash attackiert und kampfunfähig gemacht.

### All Japan Pro Wrestling (2002–2003)
Während einer Verletzungspause Goldbergs wurde World Championship Wrestling durch die damalige WWF aufgekauft. Die meisten Wrestler, die einen WCW-Vertrag besaßen, wurden von der WWF übernommen. Goldbergs Vertrag fiel jedoch nicht darunter, da er einen Vertrag mit AOL Time Warner hatte.
So ging Goldberg nach Japan, wo er bei All Japan Pro Wrestling antrat.

### World Wrestling Entertainment (2003–2004, 2016–2025)

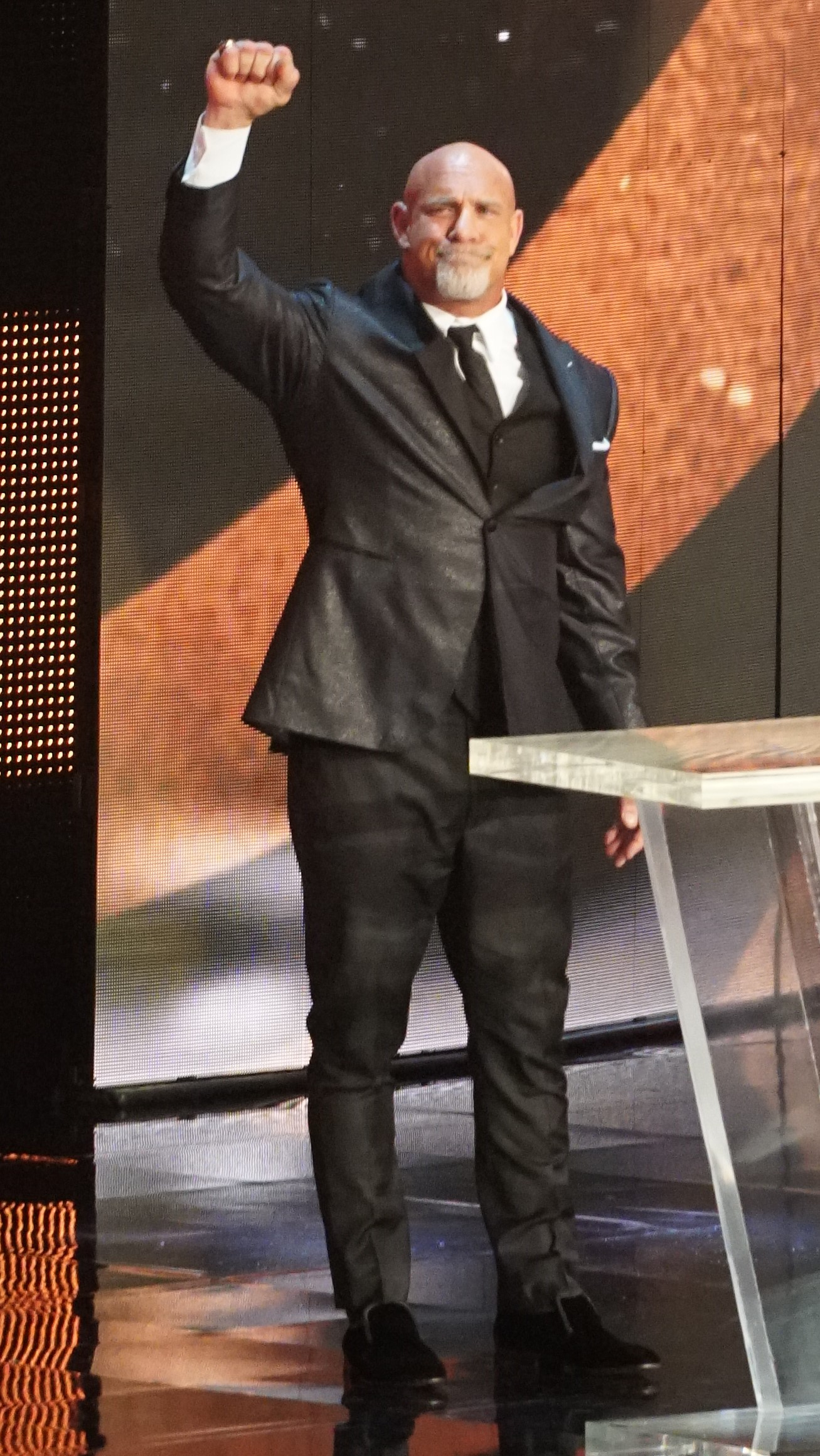
Goldberg, 2018

Nach Vertragsablauf bei AJPW unterschrieb Goldberg im März 2003 einen Vertrag mit World Wrestling Entertainment. Dort begann er eine Fehde mit The Rock. Das Ende dieser Fehde war ein Match bei „WWE Backlash 2003“, welches Goldberg gewinnen durfte. Auch die anschließende Fehde gegen Chris Jericho, welche ihren Ursprung bereits in der WCW hatte (aber dort nicht realisiert wurde) konnte Goldberg bei Bad Blood für sich entscheiden.
Beim SummerSlam 2003 bekam Goldberg im zweiten Elimination Chamber Match eine Titelchance auf die World Heavyweight Championship, welche er aber aufgrund des Eingreifens von Ric Flair bzw. der Evolution nicht nutzen konnte. Bei Unforgiven am 21. September 2003 gewann Goldberg dann den Titel gegen Triple H. Diesen durfte er bis zum 14. Dezember 2003 behalten, bis er ihn bei Armageddon wieder an Triple H abgeben musste. Sein vorerst letztes Match bestritt er bei Wrestlemania XX gegen Brock Lesnar, welchen er besiegen durfte. Da jedoch vor dem Match bereits bekannt wurde, dass sowohl er als auch Lesnar die WWE verlassen, wurden beide vom Publikum ausgebuht und wurden nach dem Match von Steve Austin attackiert. Goldberg beendete danach vorerst seine aktive Karriere als Wrestler.
Nachdem bereits seit Jahren über eine Rückkehr Goldbergs zur WWE für ein weiteres, letztes Match spekuliert worden war, wurde mit Goldberg im Jahre 2016 für das Computerspiel WWE2k17 geworben. Dies konnte als letzter Hinweis auf eine anstehende erneute Zusammenarbeit zwischen Goldberg und der WWE gedeutet werden. Auch Äußerungen in den sozialen Netzwerken gingen verstärkt in diese Richtung. Nach einem medialen Schlagabtausch über Twitter kehrte Goldberg am 17. Oktober 2016 im Rahmen der Sendung RAW zur WWE zurück und nahm eine Herausforderung von Brock Lesnar an. Das Match fand am 20. November 2016 im Rahmen der Survivor Series statt; Goldberg durfte es gewinnen.
Am 5. März 2017 besiegte Goldberg bei der PPV-Großveranstaltung Fastlane Kevin Owens und gewann damit die WWE Universal Championship. Auffallend war, dass beide Matches unter zwei Minuten und damit extrem kurz gehalten wurden.
Bei Wrestlemania 33 traf Goldberg dann erneut auf Brock Lesnar. Nach den Matches bei Wrestlemania 20 und der Survivor Series (2016) war es das dritte und wohl finale Aufeinandertreffen. Lesnar durfte es nach einer Kampfzeit von gut fünf Minuten gewinnen und sich zum neuen Universal Champion krönen.
Am 6. April 2018 wurde Goldberg von Paul Heyman in die WWE Hall of Fame eingeführt.
Am 7. Juni 2019 bestritt Goldberg im Alter von 52 Jahren ein Match gegen den 54-jährigen Undertaker. Dieses fand bei der Veranstaltung WWE Super ShowDown in Saudi-Arabien statt. Das Match geriet zum Fiasko, als Goldberg sich früh eine Verletzung und vermeintliche Gehirnerschütterung zuzog. Fortan waren beide Kontrahenten nicht mehr in der Lage eine sichere Aktionsabfolge zu gewährleisten, was zu mehreren gefährlichen Situationen führte. Einige Fans reagierten daraufhin mit der Forderung nach dem Ruhestand für die alternden Akteure. Am 11. August 2019 gewann er ein Singles Match gegen Dolph Ziggler beim WWE SummerSlam. Am 27. Februar 2020 gewann er zum zweiten Mal den WWE Universal Championship. Hierfür besiegte er Bray Wyatt. Am 4. April 2020 verlor er den Titel an Braun Strowman.
Am 31. Januar 2021 bestritt er ein Match, um die WWE Championship gegen Drew McIntyre, den Titel konnte er jedoch nicht gewinnen. Am 19. Juli 2021 kehrte er in die Shows zurück und konfrontierte Bobby Lashley. Gleichzeitig forderte er ihn um die WWE Championship heraus. Am 21. August 2021 bestritt er beim SummerSlam 2021 das Match um die WWE Championship, das er verlor. Am 4. Februar 2022 kehrte er zurück und forderte Roman Reigns um ein Match für die WWE Universal Championship heraus. Das Match um den Titel bestritt er am 19. Februar 2022 beim WWE Elimination Chamber (2022), das Match konnte er jedoch nicht gewinnen.

#### Retirement Match
Bill Goldberg kehrte am 16. Juni 2025 zu WWE Monday Night RAW zurück und konfrontierte den neuen World Heavyweight Champion Gunther während dessen Titel-Feier. Diese Rückkehr markierte Goldbergs ersten Auftritt bei WWE seit über zwei Jahren und leitete eine Fehde zwischen den beiden ein, die in einem Match bei WWE Saturday Night's Main Event am 12. Juli 2025 in Atlanta gipfelte. Dieses Match, welches gleichzeitig Goldbergs Retirement Match war, verlor er.

## Außerhalb des Wrestlings
Nach einigen Auftritten bei diversen Fernsehshows bekam Goldberg eine eigene TV-Show auf dem Sender Automania. Auch wurde Goldberg mehrmals für Filmproduktionen verpflichtet.

## Wrestling-Erfolge
- WWE
  - Hall of Fame (Class of 2018)
  - World Heavyweight Championship (1×)
  - WWE Universal Championship (2×)

- World Championship Wrestling
  - WCW World Heavyweight Championship (1×)
  - WCW United States Heavyweight Championship (2×)
  - WCW World Tag Team Championship (1× mit Bret Hart)

## Filmografie (Auswahl)
- 1998: The Jesse Ventura Story (Fernsehfilm)
- 1998: The Love Boat: The Next Wave (Fernsehserie, eine Folge)
- 1999: Universal Soldier – Die Rückkehr (Universal Soldier – The Return)
- 2000: Ready to Rumble
- 2002: Kim Possible (Fernsehserie, eine Folge, Stimme)
- 2003: Looney Tunes: Back in Action
- 2005: Desperate Housewives (Fernsehserie, eine Folge)
- 2005: Spiel ohne Regeln (The Longest Yard)
- 2005: The Kid & I
- 2005: Santa’s Slay – Blutige Weihnachten (Santa’s Slay)
- 2007: Law & Order: Special Victims Unit (Fernsehserie, eine Folge)
- 2007: Half Past Dead 2
- 2010: Kill Speed – Lebe schnell... stirb jung (Kill Speed)
- 2017: American Satan
- 2017: Collateral Terror – Battle for America (Check Point)
- 2017: Die Goldbergs (The Goldbergs, Fernsehserie, 8 Folgen)
- 2018: The Flash (Fernsehserie, 2 Folgen)
- 2018: Con Man – Aufstieg und Fall des Barry Minkow (Con Man)
- 2018–2023: Navy CIS: L.A. (Fernsehserie)